# トゥク・リフキ・ハルシャ
トゥク・リフキ・ハルシャ（インドネシア語: Teuku Riefky Harsya, 1972年6月28日 - ）は、インドネシアの政治家。同国初代創造経済大臣、民主党書記長。

## 経歴
1972年6月28日にインドネシア、ジャカルタにて、トゥク・アブドゥル・ハミド・アズワルとクト・ニャク・ジャリアの息子として誕生する。
アメリカ合衆国のノーウィック大学に4年間通い、鍛錬も積んだ。リフキは2000年にSBYボランティアに参加し、政治闘争を始めた。2001年に、民主党設立のためのIDカード集めを手伝った後、2002年から2005年まで中央ジャカルタ市DPCで民主党の運営に携わる。
リフキは過去15年間、民主党の様々な役職を経て、下院では2005年に逝去したルスリ・ラムリの後任として、2004年から2009年の間は暫定補欠選挙に33歳で初登院した。それ以来、リフキはその後3回の議員選挙を首尾よく通過し、アチェ州の最高得票でハットトリックを達成した。実際、2009年には全国で10番目に高い得票数を獲得した。
リフキは、国家規模の様々な問題の解決策を積極的に模索する一方で、選挙区の平和と発展を監督する権限も無駄にしなかった。例えば、ナガンラヤ石炭火力発電所の建設と、アチェ州の電化率をその年のうちに80％から95％に引き上げること、何百もの農機具の援助、約800校の施設とインフラの建設、アチェ州の4分の1以上の学生や生徒に対して地方政府が受け取る通常の割り当て以外の奨学金の追加のための取り組みなどである。政治活動以外にも、様々な社会組織でも活躍している。
2020年4月15日、アグス・ハリムルティ・ユドヨノが党首を務める民主党書記長に、2024年10月21日にはプラボウォ・スビアント大統領によって、サンディアガ・ウノが務めていた観光・創造経済大臣が再び分離し、クリエイティブエコノミー大臣に任命された。副大臣には、実業家のアイリーン・ウマールが就任した。